# Guido Colonna di Paliano
Don Guido Colonna, dei principi di Paliano, noble de Rome, patricien de Naples et de Venise (16 avril 1908 à Naples – 27 janvier 1982, à Naples) est un aristocrate, diplomate et commissaire européen italien.

## Biographie
Guido Colonna di Paliano est un descendant de la famille Colonna, par la branche des princes de Paliano et la sous-branche des princes de Summonte (son frère aîné Carlo succède à leur oncle comme 5e prince de Summonte en 1956). Il est le septième enfant et quatrième fils de Don Stefano Colonna, dei principi di Paliano (1870-1948) (l'un des fils du 3e prince de Summonte) et de son épouse Maria Dorotea Cianciulli (1875-1942). Le marquis Guglielmo Imperiali (1858-1944), un influent diplomate et ambassadeur d'Italie à Londres pendant la Première Guerre mondiale, était le mari de sa tante paternelle. Par sa mère, il descend de Michel-Ange, marquis Cianciulli (1734-1819), juriste et ministre de la Justice du royaume de Naples, célèbre pour avoir signé la loi de l'abolition de la féodalité dans ce royaume. 
Guido Colonna est diplômé en droit de l'université de Naples en 1930. Avant la Seconde Guerre mondiale, il  sert en Amérique comme en Italie, comme vice-consul à New York de 1934 à 1937, puis à Toronto de 1937 à 1939. De 1939 à 1940, il est secrétaire de l'ambassade d'Italie au Caire.
Après la guerre, il est secrétaire-général de la délégation italienne lors des négociations du Plan Marshall (octobre 1947-mars 1948), puis secrétaire-général adjoint de l'Organisation européenne de coopération économique (10 mai 1948-juillet 1956). En 1956, il est nommé directeur général adjoint pour les affaires politiques au ministère des affaires étrangères. Il est promu au rang de ministre le 20 octobre 1957. De décembre 1958 à juillet 1962, il est ambassadeur d'Italie en Norvège, succédant à Paolo Vita Finzi. Il est secrétaire-général adjoint de l'Organisation du traité de l'Atlantique nord de 1962 à 1964.
Le 30 juillet 1964, il succède à Giuseppe Caron en tant que Commissaire européen au marché intérieur et aux services dans la deuxième commission Hallstein puis dans la commission Rey en 1967, comme commissaire à l'Industrie, jusqu'à sa démission en mai 1970, juste avant que le mandat de la commission expire. Sa démission de la Commission Rey et le retard consécutif dans la nomination d'un successeur confirme que les États membres ne souhaitent pas renouveler Rey, son mandat ayant expiré fin juin 1970. 
Après la fin de sa carrière politique, Guido Colonna di Paliano retourne au secteur privé, en tant que président de la chaîne de grands magasins « la Rinascente ». Il devient également membre de la Commission trilatérale.

## Vie personnelle
Le 8 juin 1938 à New York, Colonna, à l'époque vice-consul à Toronto, épouse Tatiana Conus, fille de Jules Conus (Yúlij Eduárdovič Konyús), un pianiste et compositeur russe d'origine française, et de la princesse Maria Alexandrovna Lieven. Elle est née à Moscou, le 1er décembre 1916 et morte à Milan le 29 juillet 2009. Ils ont eu trois enfants: Don Piero Colonna (né à Toronto le 25 décembre 1938), Don Stefano Colonna (né au Caire le 21 mars 1940) et Donna Maria Cristina Colonna (née à Stockholm le 16 décembre 1941). Le 23 juin 1967, à Paris, cette dernière épouse Patrice de Vogüé (né à Paris le 8 décembre 1928), descendant du diplomate et archéologue Melchior de Vogüé et propriétaire de Vaux-le-Vicomte, qu'il a reçu de son père le jour de son mariage.
Tatiana Colonna et ses enfants sont le sujet d'une histoire racontée par l'écrivain italien Curzio Malaparte dans son roman de guerre Kaputt (publié en 1944) : elle les guérit de leur crainte des oiseaux en raison de leur association d'un moineau pris au piège dans leur chambre à coucher avec les attentats à la bombe qu'ils ont vécu à Naples.